# Pedona
Pedona è una frazione del comune di Camaiore, nella provincia di Lucca.
Antico castello dell'XI secolo sulle colline di Camaiore, insieme a quelli di Montebello, Monteggiori, Greppolungo, Montecastrese, Peralla e Montemagno costituiva la cerchia difensiva e di avvistamento del borgo camaiorese. Di Pedona è ancora ben visibile la conformazione caratteristica del castello raccolto entro le mura ed intorno alla torre campanaria; detta conformazione è ancora più visibile da una veduta aerea che ne mette in risalto la struttura tipica delle costruzioni dell'epoca.

## Storia
La storia del borgo di Pedona comincia dal castello dei Nobili Flammi di Pedona dell'XI secolo, che aveva una torre circolare e grosse mura di difesa. Nel 1153 alcuni nobili della famiglia vendettero al vescovo di Lucca la loro porzione del castello compresa una torre.
Il 7 maggio 1170 il castello fu distrutto dai Lucchesi durante una guerra contro i versiliesi Cattani e nel 1324 Castruccio Castracani fece costruirvi una seconda torre di vedetta che vi rimase fino al XVII secolo. Da qui si sviluppò il borgo.

## Monumenti e luoghi d'interesse
Nel centro del paese è presente la chiesa di San Jacopo, costruita nel XIII secolo e poi ristrutturata, con un organo dell'Ottocento degli Agati e Tronci.